# Gaudiempré
Gaudiempré és un municipi francès situat al departament del Pas de Calais i a la regió dels Alts de França. L'any 2007 tenia 177 habitants.

## Demografia

### Població
El 2007 la població de fet de Gaudiempré era de 177 persones. Hi havia 72 famílies de les quals 16 eren unipersonals (8 homes vivint sols i 8 dones vivint soles), 32 parelles sense fills, 16 parelles amb fills i 8 famílies monoparentals amb fills.
La població ha evolucionat segons el següent gràfic:
Habitants censats

### Habitatges
El 2007 hi havia 82 habitatges, 74 eren l'habitatge principal de la família, 1 era una segona residència i 7 estaven desocupats. Tots els 82 habitatges eren cases. Dels 74 habitatges principals, 53 estaven ocupats pels seus propietaris, 14 estaven llogats i ocupats pels llogaters i 7 estaven cedits a títol gratuït; 2 tenien dues cambres, 15 en tenien tres, 13 en tenien quatre i 44 en tenien cinc o més. 43 habitatges disposaven pel capbaix d'una plaça de pàrquing. A 33 habitatges hi havia un automòbil i a 31 n'hi havia dos o més.

### Piràmide de població
La piràmide de població per edats i sexe el 2009 era:
| Homes | Edats   | Dones |
| ----- | ------- | ----- |
| 0     | 95 o +  | 0     |
| 0     | 90 a 94 | 0     |
| 0     | 85 a 89 | 4     |
| 0     | 80 a 84 | 4     |
| 4     | 75 a 79 | 0     |
| 12    | 70 a 74 | 16    |
| 4     | 65 a 69 | 0     |
| 4     | 60 a 64 | 12    |
| 8     | 55 a 59 | 8     |
| 4     | 50 a 54 | 0     |
| 0     | 45 a 49 | 8     |
| 12    | 40 a 44 | 4     |
| 4     | 35 a 39 | 4     |
| 12    | 30 a 34 | 4     |
| 4     | 25 a 29 | 8     |
| 4     | 20 a 24 | 8     |
| 8     | 15 a 19 | 8     |
| 0     | 10 a 14 | 4     |
| 12    | 5 a 9   | 12    |
| 12    | 0 a 4   | 4     |

## Economia
El 2007 la població en edat de treballar era de 105 persones, 70 eren actives i 35 eren inactives. De les 70 persones actives 62 estaven ocupades (38 homes i 24 dones) i 8 estaven aturades (3 homes i 5 dones). De les 35 persones inactives 11 estaven jubilades, 10 estaven estudiant i 14 estaven classificades com a «altres inactius».

### Ingressos
El 2009 a Gaudiempré hi havia 71 unitats fiscals que integraven 175 persones, la mediana anual d'ingressos fiscals per persona era de 14.682 €.

### Activitats econòmiques
Dels 3 establiments que hi havia el 2007, 1 era d'una empresa extractiva, 1 d'una empresa de construcció i 1 d'una empresa de comerç i reparació d'automòbils.
L'únic servei als particulars que hi havia el 2009 era un taller de reparació d'automòbils i de material agrícola.
L'any 2000 a Gaudiempré hi havia 9 explotacions agrícoles.

## Poblacions més properes
El següent diagrama mostra les poblacions més properes.